# Aitana Joana Mas Mas
Aitana Joana Mas Mas   (Crevillent, 2 de juliol de 1990), coneguda simplement com a Aitana Mas, és una enginyera tècnica d'obres públiques, atleta i política valenciana, i vicepresidenta de la Generalitat Valenciana des del juny del 2022. Síndica-portaveu adjunta de Compromís a les Corts Valencianes entre el 2019 i 2022, fou Directora General de Transparència i Participació de la Generalitat Valenciana al primer govern del Botànic (2015-2019). Arran de la dimissió de Mónica Oltra el juny del 2022, Compromís va proposar Mas perquè assumís la Vicepresidència del Consell, la Conselleria d'Igualtat i fos la portaveu del Consell. En un acte a les 9.30 de dijous 30 de juny prengué possessió de tots els càrrecs.
Militant d'Iniciativa del Poble Valencià, partit integrant de la coalició Compromís, fou regidora de l'Ajuntament de Crevillent entre els anys 2011 i 2015. Va liderar la candidatura al Congrés espanyol de la coalició Compromís-Q per la circumscripció d'Alacant el 2011, quan tenia 21 anys, esdevenint la dona més jove a encapçalar una llista electoral a Espanya fins al moment.
El 2015 dona el salt a la política valenciana com a Directora General de Transparència i Participació de la Generalitat Valenciana al primer govern del Botànic (2015-2019) a la conselleria de Participació, Transparència, Cooperació i Qualitat Democràtica dirigida pel seu company de partit Manuel Alcaraz. Quatre anys més tard en va encapçalar la llista de Compromís a les eleccions a les Corts Valencianes de 2019 per la circumscripció d'Alacant aconseguint l'acta de diputada.
Al 6è congrés d'Iniciativa celebrat el febrer de 2022 va ser triada portaveu del partit junt amb Alberto Ibáñez succeint a Mireia Mollà, Paco García Latorre i Miquel Real.
En l'àmbit esportiu, va ser campiona provincial d'atletisme en l'especialitat de camp a través el 2007 i ha col·laborat en diverses entitats esportives de Crevillent.
L'abril de 2024 va anunciar que patia un càncer.